# قائمة طوابع البريد العمانية
هذه قائمة بالطوابع البريدية التي صدرت في سلطنة عمان.

## طوابع البريد في سلطنة عمان

### طوابع الهند وبريطانيا في الفترة من 1864-1971
استخدمت مكاتب البريد في سلطنة عمان بعد افتتاح أول مكتب بريد على أراضيها في عام 1864 طوابع البريد الهندية، ثم استخدمت لفترة وجيزة طوابع البريد الباكستانية، ثُم طوابع البريد البريطانية قبل طباعة أولى الطوابع البريدية التي تحمل اسم سلطنة عمان في عام 1971. ويوضح الجدول التالي قائمة الطوابع الهندية والباكستانية والبريطانيّة التي استخدمتها مكاتب البريد في سلطنة عمان قبل عام 1971:
| صورة طابع البريد | تاريخ أول إصدار | فئة الطابع  | مصمم الطابع | ملاحظات |
| ---------------- | --------------- | ----------- | ----------- | ------- |
|                  | 1944            | روبية واحدة |             |         |
|                  | 1948            |             |             |         |

### طوابع البريد العمانية في الفترة من 1971- وحتى الآن
| صورة طابع البريد | تاريخ أول إصدار | فئة الطابع | مصمم الطابع  | ملاحظات                                                                      |
| ---------------- | --------------- | ---------- | ------------ | ---------------------------------------------------------------------------- |
|                  | 16 يناير 1971   | 20 بيسة    | لويس مورلاند | [ 3 ]                                                                        |
|                  | 16 يناير 1971   | 10 بيسة    | لويس مورلاند | [ 3 ]                                                                        |
|                  | 16 يناير 1971   | 5 بيسة     | لويس مورلاند | [ 3 ]                                                                        |
|                  | 1971            | 50 بيسة    | لويس مورلاند | [ 4 ]                                                                        |
|                  | 1971            | 75 بيسة    | لويس مورلاند | [ 4 ]                                                                        |
|                  | 1971            | 100 بيسة   | لويس مورلاند | [ 4 ]                                                                        |
|                  | 1971            | 1/4 ريال   | لويس مورلاند | [ 4 ]                                                                        |
|                  | 1971            | 1/2 ريال   | لويس مورلاند | [ 4 ]                                                                        |
|                  | 1971            | 1 ريال     | لويس مورلاند | [ 4 ]                                                                        |
|                  | 13 يناير 1972   | 25 بيسة    | ف. وايتلي    | صدر بمناسبة عام الكتاب الدولي                                                |
|                  | 1975            | 75 بيسة    |              | صدرت بمناسبة الاحتفاء بالعام العالمي للمرأة                                  |
|                  | 1975            | 150 بيسة   |              | صدرت بمناسبة الاحتفاء بالعام العالمي للمرأة                                  |
|                  | 1976            | 25 بيسة    |              | صدرت بمناسبة الاحتفال بالعيد الوطني لسلطنة عمان                              |
|                  | 1976            | 40 بيسة    |              | صدرت بمناسبة الاحتفال بالعيد الوطني لسلطنة عمان                              |
|                  | 1976            | 75 بيسة    |              | صدرت بمناسبة الاحتفال بالعيد الوطني لسلطنة عمان                              |
|                  | 1976            | 150 بيسة   |              | صدرت بمناسبة الاحتفال بالعيد الوطني لسلطنة عمان                              |
|                  | 1977            | 125 بيسة   |              | صدر بمناسبة إحياء الذكرى الثلاثين لحملة منظمة اليونسكو لإنقاذ موهينجو دارو   |
|                  | 4 أبريل 1977    | 30 بيسة    |              | صدرت بمناسبة الاحتفال بالذكرى الخامسة والعشرون لإنشاء الاتحاد البريدي العربي |
|                  | 4 أبريل 1977    | 75 بيسة    |              | صدرت بمناسبة الاحتفال بالذكرى الخامسة والعشرون لإنشاء الاتحاد البريدي العربي |
|                  | 16 أكتوبر 1981  | 50 بيسة    |              | صدر بمناسبة الاحتفال بيوم الأغذية العالمي                                    |
|                  | 25 أكتوبر 1981  | 50 بيسة    |              | صدر بمناسبة موسم الحج                                                        |
|                  | 18 نوفمبر 1981  | 160 بيسة   |              | صدرت بمناسبة العيد الوطني لسلطنة عمان                                        |
|                  | 18 نوفمبر 1981  | 300 بيسة   |              | صدرت بمناسبة العيد الوطني لسلطنة عمان                                        |
|                  | 23 نوفمبر 1981  |            |              | [ 13 ]                                                                       |
|                  | 11 ديسمبر 1981  | 100 بيسة   |              | صدرت بمناسبة الاحتفال بيوم القوات المسلحة العمانية                           |
|                  | 11 ديسمبر 1981  | 400 بيسة   |              | صدرت بمناسبة الاحتفال بيوم القوات المسلحة العمانية                           |
|                  | 5 يناير 1982    | 50 بيسة    |              | صدرت بمناسبة الاحتفال بيوم الشرطة العمانية                                   |
|                  | 5 يناير 1982    | 100 بيسة   |              | صدرت بمناسبة الاحتفال بيوم الشرطة العمانية                                   |
|                  | 1 يوليو 1982    | 5 بيسة     |              | [ 16 ]                                                                       |
|                  | 1 يوليو 1982    | 10 بيسة    |              | [ 16 ]                                                                       |
|                  | 1 يوليو 1982    | 20 بيسة    |              | [ 16 ]                                                                       |
|                  | 1 يوليو 1982    | 25 بيسة    |              | [ 16 ]                                                                       |
|                  | 1 يوليو 1982    | 30 بيسة    |              | [ 16 ]                                                                       |
|                  | 1 يوليو 1982    | 40 بيسة    |              | [ 16 ]                                                                       |
|                  | 1 يوليو 1982    | 50 بيسة    |              | [ 16 ]                                                                       |
|                  | 1 يوليو 1982    | 75 بيسة    |              | [ 16 ]                                                                       |
|                  | 1 يوليو 1982    | 100 بيسة   |              | [ 16 ]                                                                       |
|                  | 1 يوليو 1982    | 1/4 ريال   |              | [ 16 ]                                                                       |
|                  | 1 يوليو 1982    | 1/5 ريال   |              | [ 16 ]                                                                       |
|                  | 1 يوليو 1982    | ريال واحد  |              | [ 16 ]                                                                       |
|                  | 15 سبتمبر 1982  | 40 بيسة    |              | صدرت بمناسبة اليوم العربي للنحيل                                             |
|                  | 15 سبتمبر 1982  | 100 بيسة   |              | صدرت بمناسبة اليوم العربي للنحيل                                             |
|                  | 28 أكتوبر 1982  | 100 بيسة   |              | صدر بمناسبة مؤتمر نيروبي للمفوضين للمواصلات السلكية واللاسلكية               |
|                  | 6 نوفمبر 1982   | 40 بيسة    |              | صدر بمناسبة أسبوع البلديات الثاني                                            |